# Antonio I. od Monaka
Antonio I. od Monaka, punim imenom Antonio Grimaldi (?, 26. siječnja 1661. – ?, 20. veljače 1731.), monegaški knez od 1701. do svoje smrti, 1731. godine. Bio je posljednji muški izdanak dinastije Grimaldi, koja je vladala kneževinom Monakom. Vjenčanjem njegove kćeri Lujze Hipolite za Jacquesa de Goyon-Matignona, koji je uzeo obiteljsko prezime svoje supruge, nastavila se loza dinastije u ženskoj liniji.

## Životopis
Rodio se u kneževskoj obitelji, od oca Luja I. i majke Catherine Charlotte de Gramont. Ostvario je vojnu karijeru u francuskoj kraljevskoj vojsci. Godine 1683. imenovan je poručnikom u kraljevskoj pješačkoj regimenti, da bi već, sljedeće godine bio imenovan pukovnikom u regimenti Soissonoisa. Sudjelovao je u Devetogodišnjem ratu (1688. – 1697.).
Dana 21. kolovoza 1702. dao je prisegu francuskom kralju Luju XIV. u svojstvu kneza od Valentinoisa i francuskog velikaša. Dana 13. lipnja 1688. vjenčao se s Marijom Lotarinškom (1674. – 1724.), s kojom je imao šestero kćerki, od kojih su samo tri preživjele rano djetinjstvo. Najstarija kći, Lujza Hipolita, bila je prijestolonasljednica i njeni su potomci vladali kneževinom Monakom sve do 1949. godine.
| Prethodnik:            | Knez Monaka (1701. – 1731.) | Nasljednik:            |
| Luj I. (1642. – 1701.) | Knez Monaka (1701. – 1731.) | Lujza Hipolita (1731.) |